# Oreavciîk, Skole
Oreavciîk (în ucraineană Орявчик) este un sat în comuna Kozova din raionul Skole, regiunea Liov, Ucraina.

## Demografie
Componența lingvistică a localității Oreavciîk
     Ucraineană (100%)
Conform recensământului din 2001, toată populația localității Oreavciîk era vorbitoare de ucraineană (100%).